# Teufelskopf (Karwendel)
Der Teufelskopf ist ein 1978 m ü. A. hoher Berg in der Gamsjochgruppe im Karwendel in Tirol.
Der Gipfel ist über das Hohljoch als Bergwanderung von der Eng zu erreichen. Ab dem Hohljoch, über die Südseite weglos mit leichten Kletterstellen in schrofigem Gelände. Die Ostseite fällt dagegen steiler zum Hochleger der Lalidersalm ab.

## Galerie

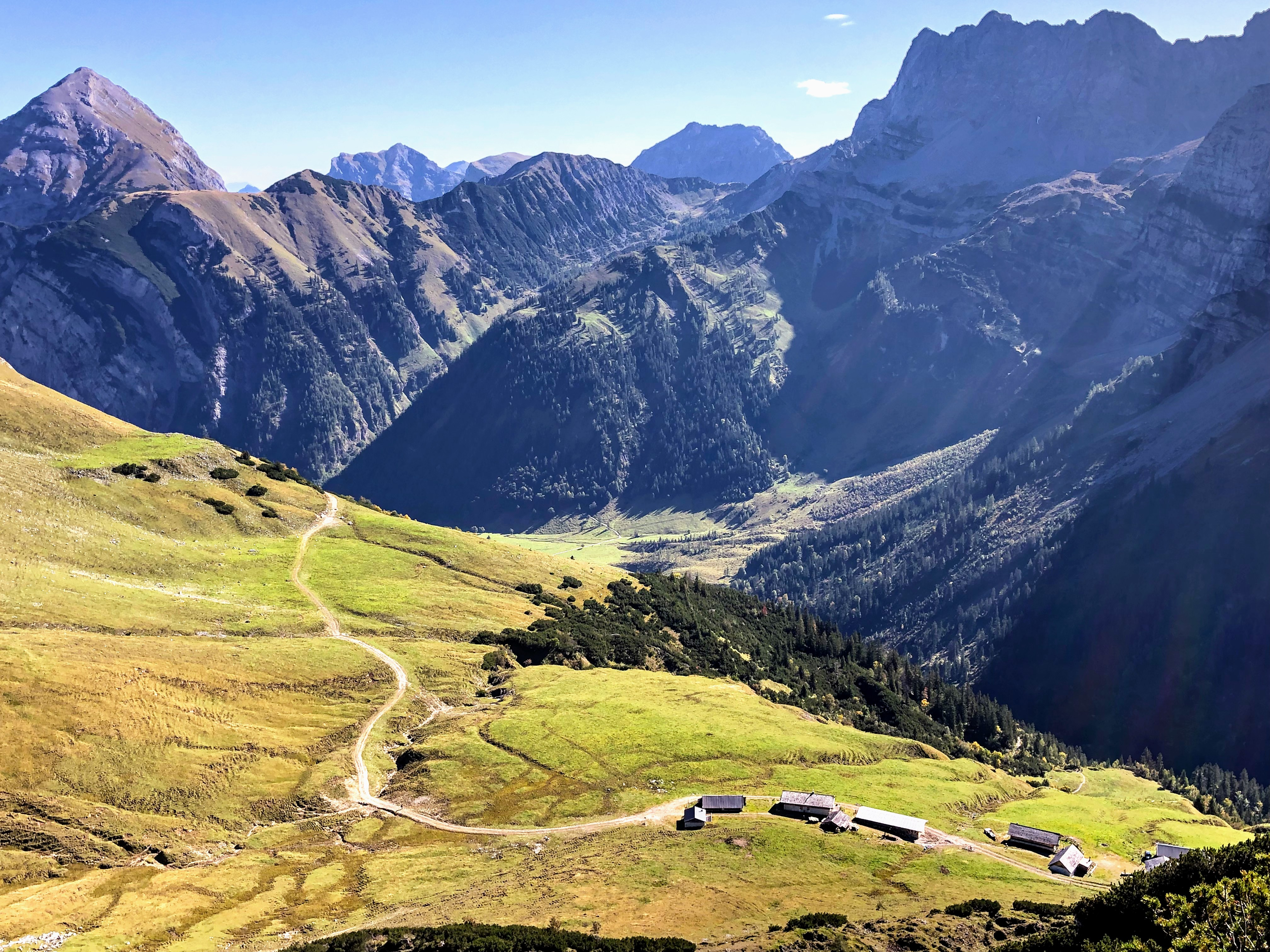
Lalidersalm Hochleger vom Teufelskopf aus
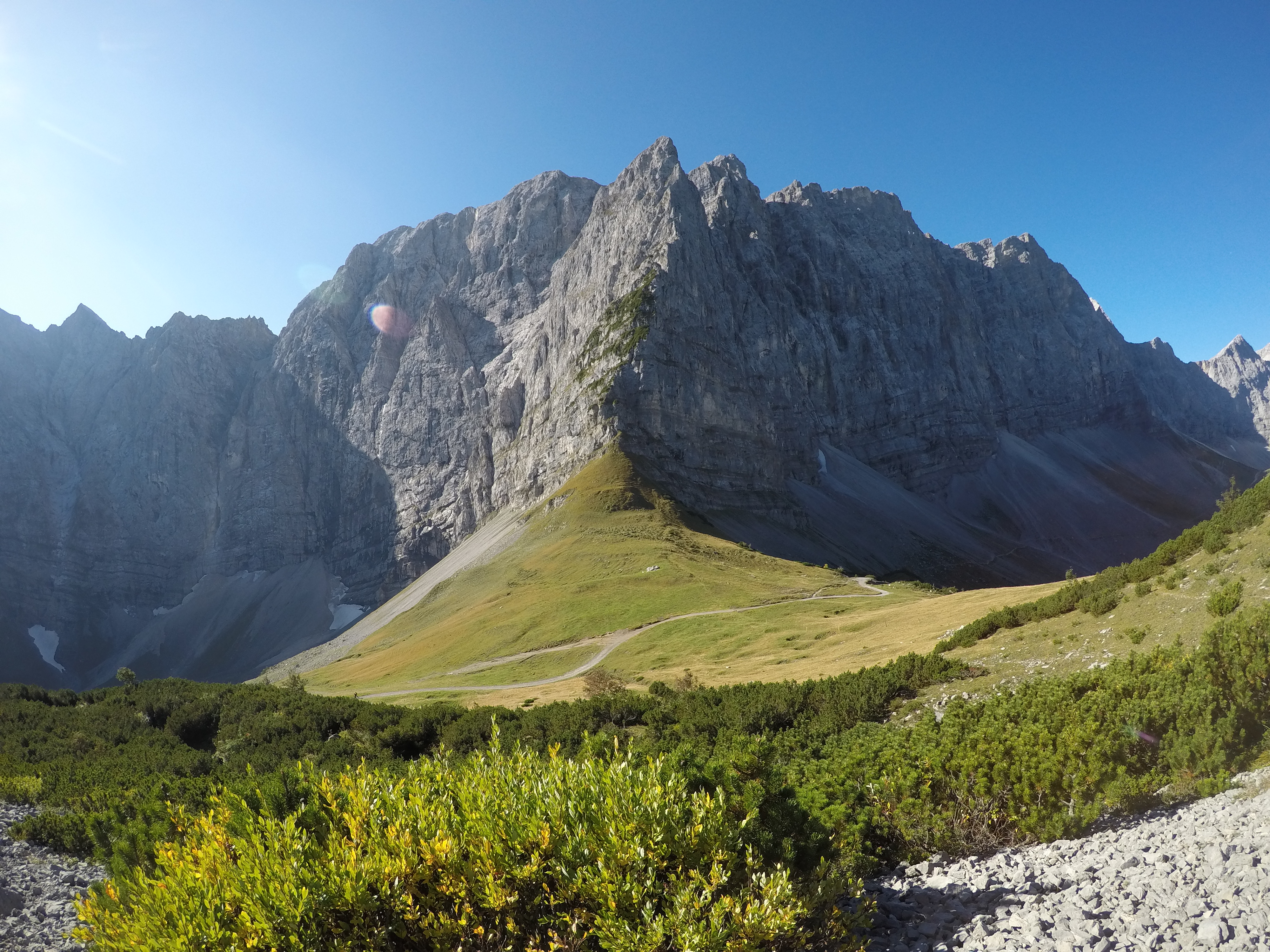
Hohljoch vom Teufelskopf aus